# Phagolysosome

Dessin du processus normal de phagocytose. Les lysosomes (en vert, 2) fusionnent avec un phagosome (1) pour former un phagolysosome (3).

Un phagolysosome est un phagosome dans lequel les lysosomes d'une cellule ont déversé leurs enzymes pour en digérer le contenu (par exemple une bactérie ou un débris de cellule).
Certaines bactéries sont cependant capables de se reproduire à l'intérieur des phagolysosomes (par ex. Coxiella burnetii) ou s'échappent dans le cytoplasme avant la fusion des phagosomes avec les lysosomes (par ex. les rickettsies). De nombreuses mycobactéries, comme Mycobacterium tuberculosis, et Mycobacterium avium paratuberculosis (en), peuvent manipuler les macrophages pour empêcher les lysosomes et les phagosomes de fusionner en phagolysosomes. Ces phagosomes « immatures » constituent un milieu favorable au développement des pathogènes qui s'y trouvent.